# غوالف يونايتد
نادي غوالف يونايتد لكرة القدم (بالإنجليزية: Guelph United Football Club)‏ هو ناد كرة قدم كندي من مدينة غوالف. تأسس عام 2020 ويلعب في دوري الدرجة الأولى الكندي.